# Yoshiharu Iwamoto
Pour les articles homonymes, voir Iwamoto.
Yoshiharu Iwamoto (岩本 善治, Iwamoto Yoshiharu, 30 juillet 1863-6 octobre 1942) est un professeur et homme de presse japonais de l’ère Meiji.

## Biographie
Fils adoptif d’un guerrier de Tajima (département de Hyōgo), il est formé aux classiques chinois sans en devenir toutefois un éminent spécialiste. Élève du réformateur (chrétien) Nakamura Masanao, diplômé de l’école de ce dernier, Dōjinsha (同人社) en 1880, puis de l’école agricole d’un autre chrétien très important de l’époque, Tsuda Sen, Gakunōsha (学農社), en 1884, Iwamoto reçoit le baptême en 1885 des mains de Kimura Kumaji (1845-1927), tout juste revenu des États-Unis. Quelques mois auparavant (juin 1884), il participe à la naissance de la Nouvelle revue pour le savoir des femmes (女学新誌), qui ne connaît pas un grand succès (sa publication s’arrête en mai 1885) mais le prépare à la création de sa propre revue, en juillet 1885. Jogaku zasshi (The Woman’s Magazine) sera bientôt publiée par sa propre maison d’édition (Jogaku zasshi-sha).  Il en sera l’éditeur, et souvent le principal rédacteur, sous différents pseudonymes, de mai 1886 à novembre 1903. Peu après l’établissement de la revue, est fondée par Kimura Kumaji l’École de jeunes filles de Meiji (明治女学校, Meiji jogakkō, octobre 1885). Iwamoto est membre du comité fondateur, il y enseigne, puis la dirige après le décès de la première directrice, par ailleurs épouse de Kimura (août 1986). Édition de la revue et direction de l’école font de lui « le principal porte-parole de l’éducation des femmes à Meiji » (Browstein, 1980 : 320), et l’un des réformateurs chrétiens les plus influents de son époque.

## Enseignement
Réformateur plutôt que révolutionnaire en effet. Comme il le dit dans le premier numéro de sa revue, il ne s’agit pas de détruire toutes les valeurs japonaises, mais de conférer à la femme japonaise un nouveau statut, sur le modèle que lui susurrent les moralistes protestants anglo-saxons :
« Nous voulons créer un modèle parfait qui allierait les droits des femmes occidentales avec la vertu propre aux femmes de notre pays ».
Iwamoto s’applique à mener « éducation pratique et direction morale » des jeunes femmes à travers son enseignement et ses prises de position dans différents journaux. Sa revue s’en fera très largement l’écho. Mais Iwamoto ne fait pas porter tous les efforts sur la femme. Pour lui, c’est la famille, fondement même de la société, qui est à renouveler. On pourrait dire finalement qu'il considère, comme les anthropologues quelques années plus tard, que la structure sociale s'organise à partir des modalités de l'alliance, celle-ci définissant étroitement la place de l'épouse dans la nouvelle famille. La femme est donc pour lui à la fois la nécessaire bénéficiaire et le principal levier d'action du processus de modernisation qu'il entrevoit. Nombreux sont ses éditoriaux qui appellent au passage du ie (le groupe domestique « traditionnel »), au hōmu  ou kazoku, cellule familiale caractérisée par les sentiments développés entre les époux, l’une des conséquences de ce choix étant le refus du mariage arrangé par les parents et la promotion du mariage par libre consentement suscité par un sentiment d’amour réciproque.